# Álvaro Villete
Álvaro Villete Melgar (Minas, Uruguay, 10 de julio de 1991) es un futbolista uruguayo. Juega como guardameta y su equipo actual es Comerciantes Unidos de la Liga 1 de Perú. 

## Trayectoria
Hizo su debut en inferiores en el Club Nacional de Montevideo en 2009 y un año después integró la nómina del Club Atlético Cerro, dónde se consolidaria. En el 2022 atajó en el Búhos ULVR (antes llamado Guayaquil Sport Club) de la serie B del futbol Ecuatoriano, al año siguiente fichó por el Sport Boys de la Liga1 de Perú.En lo individual tuvo un buen año al tener continuidad con 30 partidos atajados y buenas actuaciones, en lo colectivo logró salvarse del descenso en la última fecha.
Por temas de cupos de extranjeros no renovó su contrato, debido a que el cuadro rosado pensaba utilizar tal cupo para otra posición de la cancha.
En el 2024 ficha por Metropolitanos FC de Venezuela, club con el afronta la Copa Sudamericana 2024.
Para el año 2025 regresa al Perú,  fichando por Comerciantes Unidos de Cutervo, para afrontar la Liga 1 2025. Su debut oficial se da en la primera fecha del Torneo Apertura 2025 frente a Universitario de Deportes en un empate 1 a 1 en Cajabamba.

## Clubes
| Club                 | País       | Año         | PJ |
| -------------------- | ---------- | ----------- | -- |
| Cerro                | Uruguay    | 2011 - 2013 | 5  |
| Atenas de San Carlos | Uruguay    | 2013 - 2014 | 12 |
| Deportivo Armenio    | Argentina  | 2015        | 42 |
| Atenas de San Carlos | Uruguay    | 2016        | 6  |
| Progreso             | Uruguay    | 2016        | 12 |
| Patriotas Boyacá     | Colombia   | 2017        | 49 |
| Atenas de San Carlos | Uruguay    | 2018        | 9  |
| Patriotas Boyacá     | Colombia   | 2019 - 2020 | 22 |
| Sabah FK             | Azerbaiyán | 2020 - 2021 | 8  |
| Patriotas Boyacá     | Colombia   | 2021        | 1  |
| Búhos ULVR           | Ecuador    | 2022        | -  |
| Sport Boys           | Perú       | 2023        | 32 |
| Metropolitanos       | Venezuela  | 2024 - 2025 | 28 |
| Comerciantes Unidos  | Perú       | 2025 - Act. | 1  |